# Automaton (machine)

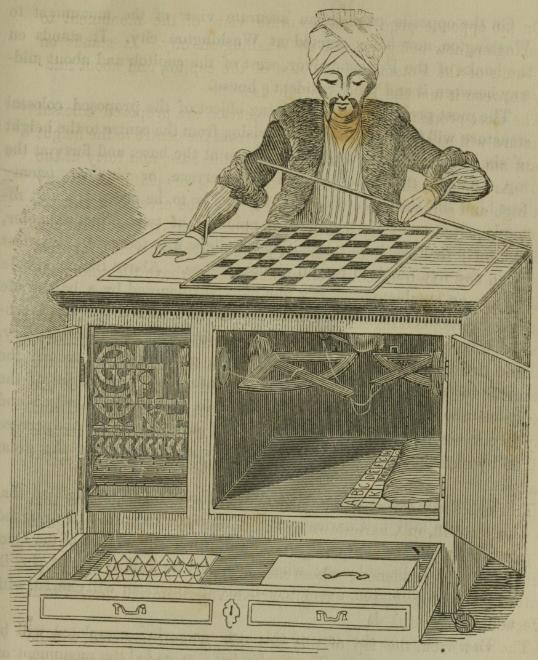
Schaak-automaton, afbeelding uit 1855.

Een automaton (meervoud: automata of automatons) is een zelfstandig opererende machine, of een machine of besturingsmechanisme ontworpen om automatisch een vooraf bepaalde reeks bewerkingen te volgen, of te reageren op vooraf bepaalde instructies. Sommige automata, zoals de Jaquemart in mechanische klokken, zijn ontworpen om de toevallige waarnemer de illusie te geven dat ze op eigen kracht werken.

## Etymologie
Het woord "automaton" is de latinisatie van het Griekse αὐτόματον, automaat, (onzijdig) "handelt naar eigen wil". Dit woord werd voor het eerst gebruikt door Homerus om automatische deuren die opengaan te beschrijven, of een automatische beweging van een drievoet. Het wordt meestal gebruikt om niet-elektronische verplaatsingsmachines te beschrijven, met name diegene die zijn gemaakt om op menselijke of dierlijke acties te lijken, zoals de koekoek en alle andere geanimeerde figuren op een koekoeksklok.

## Geschiedenis
De periode 1848 tot 1914 wordt beschouwd als de "Gouden Eeuw van Automata". Tijdens deze periode werd in Parijs door een groot aantal familiebedrijven automatons gefabriceerd, waarvan de belangrijkste Bontems, Lambert, Phalibois, Renou, Roullet & Decamps, Theroude en Vichy zijn. Vanuit hun werkplaats werden grote aantallen uurwerkjes en mechanische zangvogels verzonden over de hele wereld. Deze automata zijn in de 21e eeuw zeldzaam geworden, en worden door verzamelaars gezocht.

## Bekende voorbeelden
Bekende voorbeelden zijn de Zilveren zwaan en De schrijver.